# Kerlescan Fossae
La Kerlescan Fossa è una struttura geologica della superficie di Europa.